# Доброводи (ґміна)
Гміна Доброводи (пол. Gmina Dobrowody) — колишня (1934—1939 рр.) сільська гміна Збаразького повіту Тарнопольського воєводства Польської республіки (1918—1939) рр. Центром гміни було село Доброводи.
До складу гміни входили сільські громади: Березовиця Мала, Чумалі, Доброводи, Іванчани, Кобилля, Курники, Нетреба, Новики, Опрілівці. Налічувалось 1 426 житлових будинків. 

17 січня 1940 року ґміна ліквідована у зв’язку з утворенням Збаразького району.